# Bobwhite
De bobwhite of boomkwartel (Colinus virginianus) is een vogel uit de familie Odontophoridae. De wetenschappelijke naam van de soort is gepubliceerd in 1758 door Linnaeus in de tiende editie van Systema naturae.

## Kenmerken
De bobwhite wordt ongeveer 24 tot 28 cm lang en is overwegend bruin met een donkerbruin kopje met een witte wenkbrauwstreep en witte wangen en keel. De oogstreep is zwartbruin. De bovendekveren zijn zwart met bruine vlekken. De halsveren bevatten zwarte en bruine vlekken op een witte ondergrond. De bruine rug bevat zwarte lengtestrepen. De verdere bovenzijde is groenachtig grijsbruin met bruinrode vlekken. De borst is bruinrood. Het onderlichaam heeft evenwel een zwartbruine schelptekening. De snavel is bruin grijszwart, de ogen bruin en de poten licht blauwachtig grijs. De onderstaartdekveren zijn voorzien van een zwarte vlek.

## Leefwijze
Het voedsel bestaat in hoofdzaak uit insecten, bessen en zaad.

## Voortplanting
Het legsel bestaat uit 12 tot 24 eieren. Beide partners belasten zich met het broeden.

## Voorkomen
De soort komt voor in het midden-oosten en zuidoosten van de Verenigde Staten, Canada en Mexico tot Guatemala op akkers en steppen in lage struiken of bomen.
De soort telt twintig ondersoorten:
- C. v. virginianus: zuidelijke en oostelijke Verenigde Staten.
- C. v. floridanus: Florida en de Bahama's.
- C. v. insulanus: Key West en Florida.
- C. v. cubanensis: Cuba.
- C. v. taylori: centrale Verenigde Staten.
- C. v. ridgwayi: Sonora.
- C. v. texanus: van zuidwestelijk Texas tot Coahuila de Zaragoza, Nuevo León en Tamaulipas.
- C. v. maculatus: oostelijk deel van Centraal-Mexico.
- C. v. aridus: noordoostelijk Mexico.
- C. v. graysoni: westelijk deel van Centraal-Mexico.
- C. v. nigripectus: oostelijk Mexico.
- C. v. pectoralis: centraal Veracruz.
- C. v. godmani: oostelijk Veracruz.
- C. v. minor: Tabasco en noordoostelijk Chiapas.
- C. v. insignis: zuidoostelijk Chiapas en noordwestelijk Guatemala.
- C. v. salvini: zuidelijk Chiapas.
- C. v. coyoleos: oostelijk Oaxaca en noordelijk Chiapas.
- C. v. thayeri: noordoostelijk Oaxaca.
- C. v. harrisoni: zuidwestelijk Oaxaca.
- C. v. atriceps: westelijk Oaxaca.

## Beschermingsstatus
De totale populatie is in 2020 geschat op 5,8 miljoen volwassen vogels. Vanwege de sterke afname in de afgelopen 50 jaar heeft deze soort op de Rode Lijst van de IUCN de status gevoelig.